# Steenvoorde
Steenvoorde – miejscowość i gmina we Francji, w regionie Hauts-de-France, w departamencie Nord.
Według danych na rok 1990 gminę zamieszkiwało 4010 osób, a gęstość zaludnienia wynosiła 134 osób/km² (wśród 1549 gmin regionu Nord-Pas-de-Calais Steenvoorde plasuje się na 221. miejscu pod względem liczby ludności, natomiast pod względem powierzchni na miejscu 14.).